# Funivia del Montagnone
La funivia del Montagnone è stata una cestovia dell'isola d'Ischia che collegava Ischia alla località Montagnone.

## Storia e descrizione
La funivia del Montagnone fu voluta dall'ingegnere Micangeli di Roma, il quale aveva acquistato a Ischia un albergo e un cinema. Grazie all'aiuto dell'allora sindaco Vincenzo Telese, che vedeva nell'opera una fonte di rilancio per il turismo isolano, la funivia venne inaugurata nel 1957. La cestovia era costituita da piloni in acciaio, mentre le vetture erano una sorta di cestelli a due posti, sospesi a due cavi. Edificata prevalentemente per scopo turistico, collegava la località di Ischia porto al cosiddetto Montagnone: dalla sommità, dove venne costruito un ristorante, si godeva un panorama sul porto, sul castello Aragonese, su Procida, sul Vesuvio e sul golfo di Napoli; dal Montagnone partiva anche il cosiddetto sentiero del Cretaio, che conduceva a Casamicciola Terme.
La funivia venne anche ripresa in alcuni film come Suor Letizia - Il più grande amore del 1956 e Vacanze a Ischia del 1957. L'11 luglio 1961, durante la discesa, a seguito dello sfilamento di un perno, una delle vetture precipitò da un'altezza di circa sei metri: nell'incidente rimasero feriti un ischitano e un turista inglese. Per permettere i lavori della variante della Strada Statale 270, la funivia venne chiusa agli inizi degli anni 1970: il servizio avrebbe dovuto essere ripristinato una volta terminata la strada, ma l'impianto non entrò più in funzione. Restano ancora visibili alcuni piloni.